# Живановка
Живановка (укр. Живанівка) — село в Компанеевской поселковой общине Кропивницкого района Кировоградской области Украины.
До 2020 года входило в Компанеевский район
Население по переписи 2001 года составляло 538 человек. Почтовый индекс — 28406. Телефонный код — 5240. Код КОАТУУ — 3522855102.